# Short track na Zimowych Igrzyskach Olimpijskich 1998
Short track na Zimowych Igrzyskach Olimpijskich 1998 odbył się w dniach 17–21 lutego 1998 roku. Zawodnicy i zawodniczki walczyli w trzech męskich i w trzech kobiecych konkurencjach: biegach na 500m, 1000m oraz sztafecie kobiet (na 3000m) i sztafecie mężczyzn (na 5000m). Łącznie rozdano sześć kompletów medali. Zawody odbyły w Nagano, na obiekcie White Ring. 

## Mężczyźni

### 500 m
| Miejsce | Państwo           | Zawodnik           | Czas               |
| ------- | ----------------- | ------------------ | ------------------ |
| 1       | Japonia           | Takafumi Nishitani | 42.862 (finał A)   |
| 2       | Chiny             | An Yulong          | 43.022 (finał A)   |
| 3       | Japonia           | Hitoshi Uematsu    | 43.713 (finał A)   |
| 4       | Kanada            | Marc Gagnon        | 1:15.605 (finał A) |
| 5       | Korea Południowa  | Chae Ji-hoon       | 42.832 (finał B)   |
| 6       | Holandia          | Dave Versteeg      | 42.933 (finał B)   |
| 7       | Stany Zjednoczone | Andy Gabel         | 43.072 (finał B)   |
| 8       | Korea Południowa  | Kim Dong-sung      | 43.090 (finał B)   |
| –       | –                 | –                  | –                  |
| 24      | Polska            | Maciej Pryczek     |                    |

Data: 19-21.02.1998

### 1000 m
| Miejsce | Państwo           | Zawodnik       | Czas               |
| ------- | ----------------- | -------------- | ------------------ |
| 1       | Korea Południowa  | Kim Dong-sung  | 1:32.375 (finał A) |
| 2       | Chiny             | Li Jiajun      | 1:32.428 (finał A) |
| 3       | Kanada            | Éric Bédard    | 1:32.661 (finał A) |
| 4       | Stany Zjednoczone | Andy Gabel     | 1:33.518 (finał A) |
| 5       | Japonia           | Naoya Tamura   | 1:32.927 (finał B) |
| 6       | Włochy            | Fabio Carta    | 1:33.015 (finał B) |
| 7       | Korea Południowa  | Lee Jun-hwan   | 1:33.131 (finał B) |
| 8       | Wielka Brytania   | Matthew Jasper | 1:34.285 (finał B) |
| –       | –                 | –              | –                  |
| 27      | Polska            | Maciej Pryczek |                    |

Data: 17.02.1998

### Sztafeta 5000 m
| Miejsce | Państwo           | Zawodnik                                                                   | Czas               |
| ------- | ----------------- | -------------------------------------------------------------------------- | ------------------ |
| 1       | Kanada            | François Drolet, Éric Bédard, Derrick Campbell, Marc Gagnon                | 7:06.075 (finał A) |
| 2       | Korea Południowa  | Chae Ji-hoon, Kim Dong-sung, Lee Ho-eung, Lee Jun-hwan                     | 7:06.776 (finał A) |
| 3       | Chiny             | An Yulong, Feng Kai, Li Jiajun, Yuan Ye                                    | 7:11.559 (finał A) |
| 4       | Włochy            | Michele Antonioli, Maurizio Carnino, Fabio Carta, Diego Cattani            | 7:15.212 (finał A) |
| 5       | Japonia           | Satoru Terao, Naoya Tamura, Takehiro Kodera, Yugo Shinohara                | 7:01.660 (finał B) |
| 6       | Stany Zjednoczone | Andy Gabel, Tom O’Hare, Rusty Smith, Eric Flaim                            | 7:02.014 (finał B) |
| 7       | Wielka Brytania   | Dave Allardice, Nicky Gooch, Matthew Jasper, Matthew Rowe, Robert Mitchell | 7:06.462 (finał B) |
| 8       | Australia         | Steven Bradbury, Richard Goerlitz, Kieran Hansen, Richard Nizielski        | 7:15.907 (finał B) |

Data: 19-21.02.1998

## Kobiety

### 500 m
| Miejsce | Państwo          | Zawodniczka      | Czas                    |
| ------- | ---------------- | ---------------- | ----------------------- |
| 1       | Kanada           | Annie Perreault  | 46.568 (finał A)        |
| 2       | Chiny            | Yang Yang (S)    | 46.627 (finał A)        |
| 3       | Korea Południowa | Chun Lee-kyung   | 46.335 (finał B)        |
| 4       | Korea Południowa | Choi Min-kyung   | 46.504 (finał B)        |
| 5       | Włochy           | Mara Urbani      | 46.687 (finał B)        |
| 6       | Japonia          | Ikue Teshigawara | 46.889 (finał B)        |
| 7       | Kanada           | Isabelle Charest | 44.991 (Czas półfinału) |
| 8       | Chiny            | Wang Chunlu      | 45.655 (Czas półfinału) |

Data: 19.02.1998

### 1000 m
| Miejsce | Państwo           | Zawodniczka      | Czas                      |
| ------- | ----------------- | ---------------- | ------------------------- |
| 1       | Korea Południowa  | Chun Lee-kyung   | 1:42.776 (finał A)        |
| 2       | Chiny             | Yang Yang (S)    | 1:43.343 (finał A)        |
| 3       | Korea Południowa  | Won Hye-kyung    | 1:43.361 (finał A)        |
| 4       | Stany Zjednoczone | Amy Peterson     | 1:37.348 (finał B)        |
| 5       | Japonia           | Ikue Teshigawara | 1:37.693 (finał B)        |
| 6       | Korea Południowa  | Kim Yun-mi       | 1:37.777 (finał B)        |
| 7       | Kanada            | Isabelle Charest | 1:37.813 (finał B)        |
| 8       | Chiny             | Yang Yang (A)    | 1:34.688 (Czas półfinału) |

Data: 21.02.1998

### Sztafeta 3000 m
| Miejsce | Państwo           | Zawodniczki                                                              | Czas                  |
| ------- | ----------------- | ------------------------------------------------------------------------ | --------------------- |
| 1       | Korea Południowa  | Chun Lee-kyung, Won Hye-kyung, An Sang-mi, Kim Yun-mi                    | WR 4:16.260 (finał A) |
| 2       | Chiny             | Yang Yang (A), Yang Yang (S), Wang Chunlu, Sun Dandan                    | 4:16.383 (finał A)    |
| 3       | Kanada            | Christine Boudrias, Isabelle Charest, Annie Perreault, Tania Vicent      | 4:21.205 (finał A)    |
| 4       | Japonia           | Ikue Teshigawara, Chikage Tanaka, Nobuko Yamada, Sachi Ozawa             | 4:30.612 (finał A)    |
| 5       | Stany Zjednoczone | Caroline Hallisey, Amy Peterson, Erin Porter, Cathy Turner, Erin Gleason | 4:26.253 (finał B)    |
| 6       | Holandia          | Anke Jannie Landman, Maureen de Lange, Melanie de Lange, Ellen Wiegers   | 4:26.592 (finał B)    |
| 7       | Korea Północna    | Jong Ok-myong, Ho Jong-hae, Hwang Ok-sil, Han Ryon-hui                   | 4:27.030 (finał B)    |
| 8       | Niemcy            | Susanne Busch, Anne Eckner, Yvonne Kunze, Katrin Weber                   | 4:37.110 (finał B)    |

Data: 17.02.1998